# Jim Davis
Marlin Davis, detto Jim (Edgerton, 26 agosto 1909 – Los Angeles, 26 aprile 1981), è stato un attore statunitense.

## Biografia
Nella sua lunga carriera ha avuto occasione di recitare in molte produzioni hollywoodiane, accanto ad attori di primo piano quali Kirk Douglas in Il grande cielo (1952), Barbara Stanwyck in Il mio amante è un bandito (1956), John Wayne in Rio Lobo (1970) e in Il grande Jake (1971), e molti altri. I riconoscimenti ricevuti dall'attore sono stati pochi, ma significativi: una candidatura agli Emmy Awards nel 1981 come miglior attore protagonista e una stella sulla Hollywood Walk of Fame, al 6290 di Hollywood Boulevard. Jim Davis è conosciuto dal grande pubblico televisivo principalmente grazie al ruolo di Jock Ewing, il padre di J.R., nella soap opera americana Dallas. Partecipò solo alle prime quattro stagioni della serie, poiché morì nel 1981. I produttori del serial ipotizzarono di rimpiazzarlo con un altro attore, ma abbandonarono quasi subito l'idea di individuare un interprete che potesse eguagliare Davis in popolarità. Pertanto, dopo 13 episodi durante i quali il personaggio di Jock è assente per un viaggio in Sudamerica, la produzione decise di eliminare totalmente il personaggio dalla trama, mediante un incidente mortale in elicottero. Jim Davis morì nel sonno il 26 aprile 1981 per un cancro al cervello nella sua casa a Glendale.

## Filmografia parziale

### Cinema
- Avventura al Cairo (Cairo), regia di W. S. Van Dyke (1942)
- La sirena del Congo (White Cargo), regia di Richard Thorpe (1942)
- Forzate il blocco (Stand By for Action), regia di Robert Z. Leonard (1942)
- Il difensore di Manila (Salute to the Marines), regia di S. Sylvan Simon (1943)
- Al caporale piacciono le bionde (What Next, Corporal Hargrove?), regia di Richard Thorpe (1945)
- La morte è discesa a Hiroshima (The Beginning or the End), regia di Norman Taurog (1947)
- La cavalcata del terrore (The Romance of Rosy Ridge), regia di Roy Rowland (1947)
- Texas selvaggio (The Fabulous Texan), regia di Edward Ludwig (1947)
- L'uomo proibito (Winter Meeting), regia di Bretaigne Windust (1948)
- Inferno di fuoco (Hellfire), regia di R.G. Springsteen (1949)
- Il grande agguato (Brimstone), regia di Joseph Kane (1949)
- L'orda selvaggia (The Savage Hord), regia di Joseph Kane (1950)
- Il ponte dei senza paura (The CaribooTrail), regia di Edwin L. Marin (1950)
- Il sentiero degli Apaches (California Passage), regia di Joseph Kane (1950)
- Le furie del West (Three Desperate Men), regia di Sam Newfield (1951)
- I lancieri del Dakota (Oh! Susanna), regia di Joseph Kane (1951)
- I lancieri alla riscossa (Cavalry Scout), regia di Lesley Selander (1951)
- La trappola degli indiani (Little Big Horn), regia di Charles Marquis Warren (1951)
- I pirati di Barracuda (The Sea Hornet), regia di Joseph Kane (1951)
- La vendicatrice dei sioux (Rose of Cimarron), regia di Harry Keller (1952)
- Il grande cielo (The Big Sky), regia di Howard Hawks (1952)
- Minnesota (Woman of the North Country), regia di Joseph Kane (1952)
- La valle dei bruti (Ride the Man Down), regia di Joseph Kane (1952)
- La donna che volevano linciare (Woman They Almost Lynched), regia di Allan Dwan (1953)
- Schiava e signora (The President's Lady), regia di Henry Levin (1953)
- La grande carovana (Jubilee Trail), regia di Joseph Kane (1954)
- Il cacciatore di fortuna (The Outcast), regia di William Witney (1954)
- L'avamposto dell'inferno (Hell's Outpost), regia di Joseph Kane (1954)
- Alamo (The Last Command), regia di Frank Lloyd (1955)
- Il fondo della bottiglia (The Bottom of the Bottle), regia di Henry Hathaway (1956)
- Alla frontiera dei Dakotas (The Wild Dakotas), regia di Sam Newfield (1956)
- Il mio amante è un bandito (The Maverick Queen), regia di Joseph Kane (1956)
- Pistola nuda (Frontier Gambler), regia di Sam Newfield (1956)
- Una pistola tranquilla (The Quiet Gun), regia di William F. Claxton (1957)
- Sceriffo federale (The Badge of Marshal Brennan), regia di Albert C. Gannaway (1957)
- Stirpe maledetta (The Restless Breed), regia di Allan Dwan (1957)
- La maschera nera di Cedar Pass (The Last Stagecoach West), regia di Joseph Kane (1957)
- Lungo il fiume rosso (Raiders of Old California), regia di Albert C. Gannaway (1958)
- Una corda per il pistolero (Noose for a Gunman), regia di Edward L. Cahn (1960)
- El Dorado, regia di Howard Hawks (1966)
- I disertori di Fort Utah (Fort Utah), regia di Lesley Selander (1967)
- The Ice House, regia di Stuart E. McGowan (1969)
- Monty Walsh, un uomo duro a morire (Monte Walsh), regia di William A. Fraker (1970)
- Rio Lobo, regia di Howard Hawks (1970)
- Il grande Jake (Big Jake), regia di George Sherman (1971)
- L'esibizionista (The Honkers), regia di Steve Inhat (1972)
- Cattive compagnie (Bad Company), regia di Robert Benton (1972)
- Un piccolo indiano (One Little Indian), regia di Bernard McEveety (1973)
- Inferno in Paradise, regia di Ed Forsyth (1974)
- Perché un assassinio (The Parallax View), regia di Alan J. Pakula (1974)
- Enigma, regia di Michael O'Herlihy – film TV (1977)
- I ragazzi del coro (The Choirboys), regia di Robert Aldrich (1977)
- Arriva un cavaliere libero e selvaggio (Comes a Horseman), regia di Alan J. Pakula (1978)

### Televisione
- Cowboy G-Men – serie TV, 4 episodi (1952-1953)
- 26 Men – serie TV, episodio 1x30 (1958)
- Rescue 8 – serie TV, 78 episodi (1958-1960)
- Yancy Derringer – serie TV, episodio 1x34 (1959)
- General Electric Theater – serie TV, episodio 9x10 (1960)
- Gunslinger – serie TV, episodio 1x12 (1961)
- Outlaws – serie TV, episodio 1x24 (1961)
- Whispering Smith – serie TV, episodio 1x23 (1961)
- Lassie – serie TV, 1 episodio (1962)
- Have Gun - Will Travel – serie TV, episodio 6x16 (1962)
- Gli uomini della prateria (Rawhide) – serie TV, episodi 4x19-8x09 (1962-1965)
- The Donna Reed Show – serie TV, 1 episodio (1963)
- Carovane verso il West (Wagon Train) – serie TV, 4 episodi (1960-1964)
- Branded – serie TV, 4 episodi (1965-1966)
- Kronos - Sfida al passato (The Time Tunnel) – serie TV, episodio 1x13 (1966)
- Bonanza – serie TV, 3 episodi (1961-1968)
- Death Valley Days – serie TV, 12 episodi (1953-1969)
- Daniel Boone – serie TV, 4 episodi (1966-1969)
- Ai confini dell'Arizona (The High Chaparral) – serie TV, episodio 3x22 (1970)
- Il virginiano (The Virginian) – serie TV, 2 episodi (1968-1971)
- I nuovi medici (The Bold Ones: The New Doctors) – serie TV, 1 episodio (1972)
- Gunsmoke – serie TV, 11 episodi (1966-1974)
- Le strade di San Francisco (The Streets of San Francisco) – serie TV, episodi 1x24-2x21 (1973-1974)
- Giovani cowboys (The Cowboys) – serie TV, 12 episodi (1974)
- Poliziotto di quartiere (The Blue Knight) – serie TV, 1 episodio (1976)
- Trail of Danger (The Wonderful World of Disney) – serie TV, 2 episodi (1978)
- Dallas – soap opera, 77 puntate (1978-1981)

## Doppiatori italiani
Nelle versioni in italiano delle opere in cui ha recitato, Jim Davis è stato doppiato da:
- Giuseppe Rinaldi ne Il grande agguato, L'orda selvaggia
- Emilio Cigoli in L'uomo proibito
- Stefano Sibaldi ne I lancieri del Dakota
- Franco Odoardi in Daniel Boone
- Sergio Rossi, Lino Troisi e Mario Bardella in Dallas